# Abby Normal
Abby Normal is de twintigste aflevering van het tiende seizoen van de televisieserie ER, die voor het eerst werd uitgezonden op 29 april 2004.

## Verhaal
Dr. Weaver is nog steeds verwikkeld in een voogdijzaak over Henry, zij wil zelfs de stad ontvluchten met Henry. Dr. Corday en Lockhart kunnen haar echter tegenhouden en haar overhalen om de rechter uitspraak te laten doen.
Lockhart loopt nog steeds stage op de afdeling psychiatrie en heeft een patiënte die regelmatig paniekaanvallen heeft. Het blijkt dat de oorzaak van deze aanvallen veroorzaakt wordt door een trauma in haar verleden. Lockhart wil dit behandelen door een controversieel therapie, dit wekt weerstand op bij haar begeleider. 
Rasgotra loopt nog steeds stage in een onderzoekslaboratorium, dit tegen de zin van dr. Pratt. Zij ontdekt dat twee medestudenten een gevaarlijk onderzoek houden door zelf drugs in te nemen voor onderzoek. Als een medestudent dan ineens een hartinfarct krijgt twijfelt Rasgotra geen moment en brengt hem snel naar de SEH, dit redt zijn leven. 
Dr. Carter is blij dat zijn vriendin Kem weer terug is in Chicago, hij neemt haar mee naar zijn vader om hen samen kennis te laten maken. Ondertussen heeft hij een bijeenkomst van zijn familiestichting waarvan hij sinds de dood van zijn oma de voorzitter is. Hij schudt daar iedereen wakker door te verkondigen dat het doel van de stichting geheel gericht wordt op medische dienstverlening, dit tot grote woede van zijn vader. 
Dr. Kovac is nog steeds in afwachting wat de toekomst zal brengen tussen hem en Taggart nu Steve, de vader van Alex, terug is in Chicago. 

## Rolverdeling

### Hoofdrollen
- Noah Wyle - Dr. John Carter
- Michael Gross - John 'Jack' Carter jr.
- Mekhi Phifer - Dr. Gregory Pratt
- Alex Kingston - Dr. Elizabeth Corday
- Goran Višnjić - Dr. Luka Kovac
- Ming-Na - Dr. Jing-Mei Chen
- Laura Innes - Dr. Kerry Weaver
- Scott Grimes - Dr. Archie Morris
- Maury Sterling - Dr. Nelson
- Linda Cardellini - verpleegster Samantha 'Sam' Taggart
- Yvette Freeman - verpleegster Haleh Adams
- Lyn Alicia Henderson - ambulancemedewerker Pamela Olbes
- Demetrius Navarro - ambulancemedewerker Morales
- Parminder Nagra - Neela Rasgrota
- Maura Tierney - Abby Lockhart
- Abraham Benrubi - Jerry Markovic
- Thandie Newton - Makemba 'Kem' Likasu

### Gastrollen (selectie)
- Daniel Dae Kim - Ken Sung
- Patrick Kerr - George Deakins
- James Earl - Elgin Gibbs
- Bruce Gray - lid familiestichting
- Archie Kao - Yuri
- John Prosky - Mr. Brooks
- Kevin Sussman - Colin
- Renée Victor - Florina Lopez
- Julianne Nicholson - Jordan
- Luis Chávez - Roger